# Kowalki (Pomerania Occidental)
Kowalki [pronunciación en polaco: /kɔˈvalki/] (en alemán: Kowalk) es un pueblo en el distrito administrativo de Gmina Tychowo, dentro del Voivodato de Białogard, Voivodato de Pomerania Occidental, en el noroeste de Polonia. Se encuentra aproximadamente 8 kilómetros al este de Tychowo, 27 kilómetros al este de Białogard, y 131 kilómetros al noreste de la capital regional, Szczecin.
Hasta 1945, el área era parte de Alemania. Para la historia de la región, véase Historia de Pomerania.